# Vera Tenschert

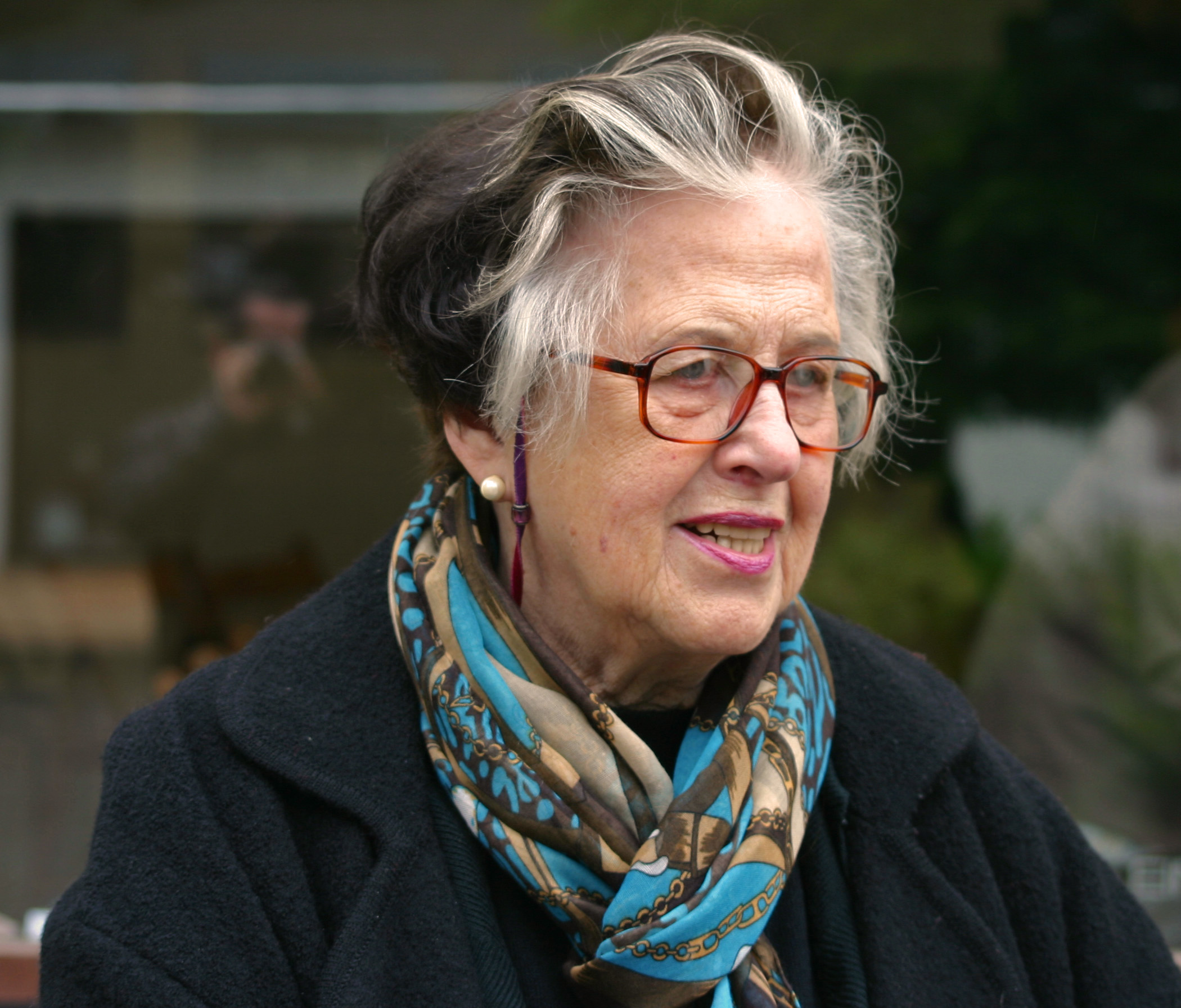
Vera Tenschert, 2013

Vera Tenschert (* 5. August 1936 in Berlin) ist eine deutsche Fotografin und Autorin, die durch ihre Theater- und Porträtfotografien am Berliner Ensemble bekannt geworden ist.

## Leben
Vera Tenschert wurde nach einer Ausbildung als Fotografin am Berliner Lette-Verein von 1951 bis 1954 im selben Jahr durch Helene Weigel als Theaterfotografin engagiert. In seinen letzten Lebensjahren lernte sie Bertolt Brecht kennen. Während ihrer bis 1991 währenden Tätigkeit fotografierte sie zahlreiche Theateraufführungen, Schauspieler und Mitglieder des Berliner Ensembles und der Brecht-Familie. Ihre Fotografien wurden unter anderem für Programmhefte und Plakate des Berliner Ensembles genutzt.
Vera Tenschert war mit dem Chefdramaturgen des Berliner Ensembles Joachim Tenschert verheiratet.

## Ausstellungen
Mehrfach stellte Vera Tenschert ihre fotografischen Arbeiten aus, unter anderem auch mit dem Plakatgrafiker Karl-Heinz Drescher:
- 2005: Inselgalerie, Berlin: Foto im Plakat – Fotografie im Berliner Ensemble[1]
- 2007: Neuen Galerie, Bücherstadt Wünsdorf
- 2010: Galerie VORORTOST, Leipzig: Von großer Art[3]
- 2013: EINEARTGALERIE, Rangsdorf: VORHANG AUF bei brecht[4]

## Publikationen
- 1981: Die Weigel. Henschel-Verlag.
- 1991: Mein Kapital bin ich selber: Gespräche mit Theaterfrauen in Berlin-O 1990/1991. TheaterArbeit. ISBN 3-92933309-0.
- 2000: Helene Weigel. In Fotografien von Vera Tenschert. Mit einem Vorwort von Katharina Thalbach. Henschel-Verlag, ISBN 3-89487342-6.
- 2010: Ekkehard Schall: Von großer Art. Das Neue Berlin, ISBN 3-36001986-5.